# Australian pop music awards
Les Australian pop music awards sont une série de récompenses nationales australiennes qui étaient décernées à des artistes de musique pop entre 1966 et 1987.
Ces récompenses ont existé sous quatre formes distinctes :
- de 1966 à 1972, les sondages du magazine pop Go-Set (en) ;
- de 1967 à 1978, les TV Week (en) King of Pop Awards[1],[2],[3] ;
- de 1979 à 1980, les TV Week et Countdown Music Awards ;
- de 1981 à 1986, les Countdown Music and Video Awards[4].

Les premières récompenses étaient basées sur des sondages effectués auprès des lecteurs du magazine de pop pour adolescents Go-Set et du guide de programme de télévision TV Week,. Par la suite, les récompenses ont été attribuées par les votes des téléspectateurs de Countdown, une émission télévisée consacrée à la pop (1974-1987) sur le radiodiffuseur national Australian Broadcasting Corporation (ABC),. Les dernières cérémonies incluaient des récompenses décernées par des jurys d'artistes.
À partir de 1987, l'Australian Recording Industry Association (ARIA) institue sa propre cérémonie de récompense, les ARIA Music Awards qui remplacent les Australian pop music awards.

## 1966–1972: sondages du magazineGo-Set
Le magazine pop pour adolescent Go-Set (en) a été créé en février 1966. De 1966 à 1972, il réalise chaque année une enquête auprès de ses lecteurs afin d'élire les personnalités les plus populaires du monde de la pop,. Les lecteurs reçoivent des bulletins de vote pour valider leur choix dans les catégories « Chanteurs », « Chanteuses » et « Groupes » (australiens et internationaux). Au cours des années, de nouvelles catégories ont été créées et d'autres ont été renommées ou supprimées.

### 1966
Extrait de Go-Set du 5 octobre 1966, pages 12 et 13.
| Classement | Chanteur     | Chanteuse       | Groupe            |
| ---------- | ------------ | --------------- | ----------------- |
| 1          | Normie Rowe  | Lynne Randell   | The Easybeats     |
| 2          | Ronnie Burns | Dinah Lee       | The Twilights     |
| 3          | Merv Benton  | Denise Drysdale | Purple Hearts     |
| 4          | Mike Furber  | Little Pattie   | Steve & the Board |
| 5          | Billy Thorpe | Donna Gaye      | The Id            |

| Classement | Meilleur chanteur | Meilleure chanteuse | Meilleur groupe              |
| ---------- | ----------------- | ------------------- | ---------------------------- |
| 1          | Elvis Presley     | Cilla Black         | The Beatles                  |
| 2          | Normie Rowe       | Petula Clark        | The Rolling Stones           |
| 3          | Roy Orbison       | Dusty Springfield   | The Easybeats                |
| 4          | Tom Jones         | Nancy Sinatra       | Herman's Hermits             |
| 5          | P. J. Proby       | Sandie Shaw         | The Troggs / The Jordanaires |

### 1967
Extrait de Go-Set du 9 août 1967, pages 12 et 13. Les catégories sont renommées, par exemple Male Vocals (chant masculin) devient Top Male Singer (meilleur chanteur).
| Classement | Meilleur chanteur | Meilleure chanteuse | Meilleur groupe         |
| ---------- | ----------------- | ------------------- | ----------------------- |
| 1          | Ronnie Burns      | Lynne Randell       | The Easybeats           |
| 2          | Normie Rowe       | Bev Harrell         | The Twilights           |
| 3          | Johnny Young      | Cheryl Gray         | The Groop               |
| 4          | Phil Jones        | Dinah Lee           | The Loved Ones          |
| 5          | Mike Furber       | Little Pattie       | The Masters Apprentices |

| Classement | Meilleur chanteur | Meilleure chanteuse | Meilleur groupe    |
| ---------- | ----------------- | ------------------- | ------------------ |
| 1          | Tom Jones         | Petula Clark        | The Beatles        |
| 2          | Elvis Presley     | Sandie Shaw         | The Monkees        |
| 3          | Normie Rowe       | Nancy Sinatra       | The Rolling Stones |
| 4          | Jimi Hendrix      | Dusty Springfield   | The Easybeats      |
| 5          | Cliff Richard     | Cilla Black         | The Who            |

### 1968
Extrait de Go-Set du 19 juin 1968, pages 12 et 13.
| Classement | Meilleur chanteur | Meilleure chanteuse | Meilleur groupe         |
| ---------- | ----------------- | ------------------- | ----------------------- |
| 1          | Normie Rowe       | Bev Harrell         | The Twilights           |
| 2          | Johnny Farnham    | Lynne Randell       | The Masters Apprentices |
| 3          | Ronnie Burns      | Dinah Lee           | The Groove              |
| 4          | Phil Jones        | Little Pattie       | Somebody's Image        |
| 5          |                   | Cheryl Gray         | The Easybeats           |

| Classement | Meilleur chanteur | Meilleure chanteuse | Meilleur groupe         |
| ---------- | ----------------- | ------------------- | ----------------------- |
| 1          | Tom Jones         | Lulu                | The Beatles             |
| 2          | Paul Jones        | Sandie Shaw         | The Monkees             |
| 3          | Elvis Presley     | Petula Clark        | Bee Gees                |
| 4          | Cliff Richard     | Aretha Franklin     | Jimi Hendrix Experience |
| 5          | Otis Redding      | Dusty Springfield   | Cream                   |

### 1969
Extrait de Go-Set du 28 juin 1969, pages 10 et 12. Les catégories reprennent leurs noms d'origine, ainsi Top Male Singer (meilleur chanteur) redevient Male Vocals (chant masculin).
| Classement | Chant masculin | Chant féminin    | Meilleur groupe         |
| ---------- | -------------- | ---------------- | ----------------------- |
| 1          | Russell Morris | Allison Durbin   | Zoot                    |
| 2          | Johnny Farnham | Anne Hawker      | The Masters Apprentices |
| 3          | Ronnie Burns   | Bev Harrell      | Brisbane Avengers       |
| 4          | Normie Rowe    | Wendy Saddington | Dream                   |
| 5          | Jeff Phillips  | Lynne Randell    | Flying Circus           |

| Classement | Chant masculin | Chant féminin   | Meilleur groupe    |
| ---------- | -------------- | --------------- | ------------------ |
| 1          | Tom Jones      | Lulu            | The Beatles        |
| 2          | Elvis Presley  | Mary Hopkin     | The Monkees        |
| 3          | Donovan        | Aretha Franklin | Bee Gees           |
| 4          | Davy Jones     | Julie Driscoll  | The Rolling Stones |
| 5          | Barry Ryan     | Cilla Black     | Cream              |

### 1970
Extrait de Go-Set du 11 juillet 1970, pages 6 et 7. De nouvelles catégories sont créées pour les meilleurs guitariste, batteur, compositeur. La cérémonie de remise des prix aux artistes australiens a lieu au Dallas Brooks Hall, East Melbourne, et est diffusée le 30 juin par Seven Network.
| Classement | Chanteur       | Chanteuse        | Groupe                  | Guitariste        | Batteur        | Compositeur          |
| ---------- | -------------- | ---------------- | ----------------------- | ----------------- | -------------- | -------------------- |
| 1          | Johnny Farnham | Allison Durbin   | The Masters Apprentices | Doug Ford         | Colin Burgess  | Johnny Young         |
| 2          | Russell Morris | Wendy Saddington | Axiom                   | Ricky Springfield | John Dien      | Jim Keays, Doug Ford |
| 3          | Ronnie Burns   | Colleen Hewett   | New Dream               | Billy Green       | Rick Brewer    | Hans Poulsen         |
| 4          | Alex Kadell    | Liv Maessen      | Town Criers             | Rod Harris        | Stewie Speers  | Russell Morris       |
| 5          | Normie Rowe    | Yvonne Barrett   | Zoot                    | Glenn Wheatley    | Chris Easterby | Ricky Springfield    |

| Classement | Chanteur       | Chanteuse      | Groupe                       | Guitariste      | Batteur      | Compositeur                 |
| ---------- | -------------- | -------------- | ---------------------------- | --------------- | ------------ | --------------------------- |
| 1          | Tom Jones      | Mary Hopkin    | The Beatles                  | Eric Clapton    | Ringo Starr  | Paul McCartney              |
| 2          | Elvis Presley  | Lulu           | Led Zeppelin                 | Jimmy Page      | Ginger Baker | John Lennon, Paul McCartney |
| 3          | Paul McCartney | Diana Ross     | Creedence Clearwater Revival | Jose Feliciano  | John Bonham  | John Lennon                 |
| 4          | Donovan        | Julie Driscoll | The Rolling Stones           | George Harrison | Keith Moon   | Bob Dylan                   |
| 5          | Glen Campbell  | Cilla Black    | The Hollies                  | Paul McCartney  | Micky Dolenz | Jimmy Webb                  |

### 1971
Extrait de Go-Set du 10 juillet 1971, pages 2 et 3. De nouvelles catégories sont encore créées : meilleur album, meilleur single, meilleur bassiste.
| Classement | Meilleur chant masculin | Meilleur chant féminin | Meilleur groupe         | Meilleur guitariste | Meilleur batteur | Auteur compositeur   | Meilleur album                               | Meilleur single             | Meilleur bassiste |
| ---------- | ----------------------- | ---------------------- | ----------------------- | ------------------- | ---------------- | -------------------- | -------------------------------------------- | --------------------------- | ----------------- |
| 1          | Johnny Farnham          | Allison Durbin         | Daddy Cool              | Ricky Springfield   | Colin Burgess    | Russell Morris       | Choice Cuts – The Masters Apprentices        | Eleanor Rigby – Zoot        | Glenn Wheatley    |
| 2          | Russell Morris          | Liv Maessen            | The Masters Apprentices | Doug Ford           | Rick Brewer      | Johnny Young         | Natural High – Hans Poulsen                  | Eagle Rock – Daddy Cool     | Beeb Birtles      |
| 3          | Ronnie Burns            | Colleen Hewett         | Zoot                    | Phil Manning        | Gary Young       | Hans Poulsen         | Virgo – Ronnie Burns                         | Mr America – Russell Morris | Wayne Duncan      |
| 4          | Ted Mulry               | Wendy Saddington       | Chain                   | Ross Hannaford      | Mark Kennedy     | Ricky Springfield    | The Hoax Is Over – Billy Thorpe & the Aztecs | Black & Blue – Chain        | Barry Sullivan    |
| 5          | Hans Poulsen            | Jenny Johnson          | Spectrum                | Denis Wilson        | Barry Harvey     | Jim Keays, Doug Ford | Spectrum Part One – Spectrum                 | I'll Be Gone – Spectrum     | Duncan McGuire    |

| Classement | Meilleur chant masculin | Meilleur chant féminin | Meilleur groupe              | Meilleur guitariste | Meilleur batteur | Meilleur auteur-compositeur | Meilleur album                          | Meilleur bassiste |
| ---------- | ----------------------- | ---------------------- | ---------------------------- | ------------------- | ---------------- | --------------------------- | --------------------------------------- | ----------------- |
| 1          | Elvis Presley           | Janis Joplin           | Creedence Clearwater Revival | Eric Clapton        | Ringo Starr      | Paul McCartney              | All Things Must Pass – George Harrison  | Paul McCartney    |
| 2          | Tom Jones               | Melanie                | The Rolling Stones           | George Harrison     | Ginger Baker     | George Harrison             | Mad Dogs and Englishmen – Joe Cocker    | Stu Cook          |
| 3          | Joe Cocker              | Mary Hopkin            | Patridge Family              | Jimmy Page          | Doug Clifford    | John Lennon                 | Pendulum – Creedence Clearwater Revival | Andy Fraser       |
| 4          | Elton John              | Freda Payne            | Deep Purple                  | John Fogerty        | John Bonham      | Elton John, Bernie Taupin   | That's the Way It Is – Elvis Presley    | John Paul Jones   |
| 5          | George Harrison         | Diana Ross             | The Beatles                  | Ritchie Blackmore   | Ian Paice        | John Fogerty                | Pearl – Janis Joplin                    | Roger Glover      |

### 1972
Extrait de Go-Set du 30 décembre 1972, pages 5 et 6. Nouvelles catégories : Newcomer (nouvel artiste) ; anciennes catégories supprimées : meilleur guitariste, meilleur batteur, meilleur bassiste.
| Classement | Chanteur         | Chanteuse        | Groupe                    | Auteur-compositeur | Album                                              | Single                                         | Nouvel artiste   |
| ---------- | ---------------- | ---------------- | ------------------------- | ------------------ | -------------------------------------------------- | ---------------------------------------------- | ---------------- |
| 1          | Johnny Farnham   | Colleen Hewett   | Sherbet                   | Brian Cadd         | Aztecs Live at Sunbury – Billy Thorpe & the Aztecs | Boppin' the Blues– Blackfeather                | Robin Jolley     |
| 2          | Russell Morris   | Allison Durbin   | Billy Thorpe & the Aztecs | Rick Springfield   | Beginnings                                         | You're All Woman                               | Johnny Christie  |
| 3          | Rick Springfield | Alison McCallum  | Blackfeather              | Russell Morris     | The Shows                                          | Most People I Know – Billy Thorpe & the Aztecs | Glen Cardier     |
| 4          | Jeff Phillips    | Wendy Saddington | Spectrum                  | Mike Rudd          | Milesago – Spectrum                                | Rock Me Baby                                   | Rick Springfield |
| 5          | Billy Thorpe     | Jeannie Lewis    | Daddy Cool                | Johnny Young       | Blood Stone – Russell Morris                       | Walking the Floor on My Hands – Johnny Farnham | Jamie Redfern    |

| Classement | Chanteur      | Chanteur        | Groupe                       | Auteur-compositeur | Album                                                       | Single                        |
| ---------- | ------------- | --------------- | ---------------------------- | ------------------ | ----------------------------------------------------------- | ----------------------------- |
| 1          | Cat Stevens   | Carole King     | The Rolling Stones           | Cat Stevens        | Teaser and the Firecat – Cat Stevens                        | American Pie – Don McLean     |
| 2          | David Cassidy | Roberta Flack   | Bee Gees                     | Elton John         | Thick as a Brick – Jethro Tull                              | School's Out – Alice Cooper   |
| 3          | Elvis Presley | Melanie         | Slade                        | Neil Diamond       | Slade Alive! – Slade                                        | Take Me Bak 'Ome – Slade      |
| 4          | Joe Cocker    | Janis Joplin    | Creedence Clearwater Revival | Paul McCartney     | Elvis: As Recorded at Madison Square Garden – Elvis Presley | Puppy Love – Donny Osmond     |
| 5          | Rod Stewart   | Karen Carpenter | Led Zeppelin                 | John Lennon        | American Pie – Don McLean                                   | Long Cool Woman – The Hollies |

## 1967–1978: King of Pop Awards
Le journal de musique pop destiné aux adolescents Go-Set est créé en février 1966. Chaque année, il propose à ses lecteurs un référendum afin d'élire les personnalités les plus populaires,. En 1967, l'artiste choisi par les lecteurs est Normie Rowe. Les résultats sont annoncés à la télévision dans l'émission The Go!! Show (sans lien avec le magazine) ; Rowe est alors couronné King of Pop (roi de la pop),. Au cours des années suivantes, le magazine TV Week (en) met en place un sondage afin de permettre à ses lecteurs de choisir le nouveau King of Pop, selon un système déjà utilisé pour les récompenses dédiées à la télévision, les Logie Awards, depuis 1960. La cérémonie des King of Pop awards est d'abord diffusée par le 0-10 Network de 1967 à 1975, puis de 1976 à 1978 par le Nine Network. Sur le 0-10 Network, à partir de 1972, l'émission est produite par la société de Johnny Young (Lewis-Young Productions) qui propose également l'émission de variétés Young Talent Time.

### 1967
- King of Pop : Normie Rowe[3],[6]

### 1968
- King of Pop : Normie Rowe[3],[6]

### 1969
- King of Pop : Johnny Farnham[3],[6],[11]
- Meilleure artiste féminine [nb 1] : Allison Durbin[6],[12]

Durbin est souvent citée comme la première Queen of Pop, cependant, comme elle le déclare elle-même, elle n'a jamais remporté de récompense ainsi nommée :

« I never in fact won a queen of pop award. the award was called The King of Pop awards, so that's when it was the Go Set [awards]. And it continued on to TV week. »

— Allison Durbin, 19 octobre 2003, ABC-TV, dans l'émission Love is in the Air, épisode 2 : "She's Leaving Home"

### 1970
- King of Pop : Johnny Farnham[3],[6],[11]
- Meilleure artiste féminine[nb 1] : Allison Durbin[3],[6]

### 1971
Présentateur invité : Liberace

Artistes primés :
- King of Pop : Johnny Farnham[6],[11]
- Meilleure artiste féminine[nb 1] : Allison Durbin[6]
- Meilleur album : Bloodstone (Russell Morris)
- Meilleur bassiste : Beeb Birtles (Frieze)
- Meilleur costume de scène pour une artiste féminine : Allison Durbin
- Meilleur costume de scène pour un artiste masculin : Johnny Farnham
- Meilleur batteur : Gary Young (Daddy Cool)
- Meilleur groupe : Daddy Cool
- Meilleur guitariste solo : Rick Springfield (Zoot)
- Meilleur organiste : Jenny Johnson (New Dream)
- Meilleur auteur-compositeur : Russell Morris pour Mr America[14]
- Outstanding Newcomer (meilleur nouvel artiste)[nb 2] : Jamie Redfern[15]

### 1972
Artistes primés :
- King of Pop : Johnny Farnham[6],[11]
- Queen of Pop[nb 1] : Colleen Hewett[6]
- Meilleur arrangeur : Geoff Hales
- Meilleur costume de scène pour une artiste féminine : Judy Stone
- Meilleur costume de scène pour un artiste masculin : Jeff Phillips
- Meilleur nouveau talent : Robin Jolley
- Meilleur auteur-compositeur : Billy Thorpe (Billy Thorpe & the Aztecs)
- L.P. le plus vendu : Teaser and the Firecat (Cat Stevens)[16]
- Single le plus vendu : The Rangers Waltz (The Moms & Dads)[17]
- Contribution à un programme télévisé pour adolescents : Brian Henderson
- Album australien le plus populaire : When You Wish Upon a Star (Jamie Redfern)
- Musicien australien le plus populaire : Rick Springfield (solo)
- Single australien le plus populaire : Walking the Floor (Johnny Farnham)
- Groupe le plus populaire : Billy Thorpe & the Aztecs
- Groupe international le plus populaire : les Bee Gees[18]
- L.P. international le plus populaire : American Pie (Don McLean)[19]
- « Gold Award » spécial en récompense de « 20 ans au service de l'industrie » : Johnny O'Keefe

### 1973
Présentateur invité : Davy Jones (ex-The Monkees)

Artistes primés :
- King of Pop : Johnny Farnham[6],[11]
- Queen of Pop : Colleen Hewett[6]
- Meilleur nouvel artiste : Linda George
- Meilleur auteur-compositeur : Brian Cadd
- Contribution à l'industrie pop australienne : Brian Cadd
- Album australien le plus populaire : Hits 1: Magic Rock 'N' Roll (Johnny Farnham)
- Groupe australien le plus populaire : Sherbet[20]
- Musicien australien le plus populaire : Brian Cadd
- Single australien le plus populaire : Venus (Jamie Redfern)

### 1974
La cérémonie a lieu le 8 mars 1974 et est présentée par David Cassidy et Gary Glitter. Une compilation intitulée King Of Pop '74–'75 est publiée ; elle est composée de titres fournis par d'anciens vainqueurs et présentateurs de la cérémonie. La couverture de la pochette présente la liste des artistes ainsi qu'une photo du trophée remis aux artistes primés.

Artistes primés :
- King of Pop : Jamie Redfern[6]
- Queen of Pop : Debbie Byrne[6]
- Meilleur nouvel artiste : Benjamin Hugg
- Meilleur auteur-compositeur : Harry Vanda et George Young
- Contribution à l'industrie pop australienne : Brian Cadd
- Album australien le plus populaire : My Name Means Horse (Ross Ryan)
- Groupe australien le plus populaire : Sherbet[20]
- Musicien australien le plus populaire : Brian Cadd
- Single australien le plus populaire : Hitch a Ride (Jamie Redfern)

### 1975
La cérémonie a lieu en octobre 1975. AC/DC y joue High Voltage en direct.

Artistes primés :
- King of Pop : Daryl Braithwaite[6],[20] (Sherbet)
- Queen of Pop : Debbie Byrne[6]
- Album australien de l'année : Horror Movie (Skyhooks)[11]
- Meilleur auteur-compositeur australien : Greg Macainsh[11] (Skyhooks)
- Meilleur nouvel artiste : Mark Holden
- Contribution à l'industrie pop australienne : Countdown
- Album australien le plus populaire : Ego is not a Dirty Word (Skyhooks)[11]
- Groupe australien le plus populaire : Sherbet[20]
- Single australien le plus populaire : Summer Love (Sherbet)[20]

### 1976
Artistes primés :
- King of Pop : Daryl Braithwaite[6],[20] (Sherbet)
- Queen of Pop : Marcia Hines[6]
- Meilleur artiste australien au niveau international : Olivia Newton-John
- Meilleur producteur australien : Richard Lush
- Meilleur auteur-compositeur australien : Harry Vanda et George Young
- Meilleur prestation télévisée par un artiste australien : Supernaut
- Meilleure pochette de disque : Straight in a Gay Gay World (Skyhooks)
- Contribution à l'industrie pop australienne : Johnny O'Keefe
- Album australien le plus populaire : Howzat (Sherbet)[11],[20]
- Groupe australien le plus populaire : Sherbet[11],[20]
- Single australien le plus populaire : Howzat (Sherbet)[11],[20]
- Nouveau groupe le plus populaire : Supernaut
- Nouvel artiste le plus populaire : Mark Holden

### 1977
Prestation en direct : Mark Holden

Artistes primés :
- King of Pop : Daryl Braithwaite[6],[20] (Sherbet)
- Queen of Pop : Marcia Hines[6],[23]
- Album australien de l'année : Help Is on Its Way (Little River Band)[11]
- Meilleur artiste australien au niveau international : Little River Band[11]
- Meilleur producteur australien : Peter Dawkins
- Meilleur auteur-compositeur australien : Glenn Shorrock
- Meilleur prestation télévisée par un artiste australien : The Ferrets dans l'émission Countdown
- Meilleur pochette de disque : Trees (Doug Ashdown)
- Album australien le plus populaire : Photoplay (Sherbet)[20]
- Musicien de country australien le plus populaire : Slim Dusty
- Groupe australien le plus populaire : Sherbet[20]
- Single australien le plus populaire :Magazine Madonna (Sherbet)[20]
- Nouveau groupe le plus populaire : Dragon
- Nouvel artiste le plus populaire : John St. Peeters

### 1978
La cérémonie se déroule le 13 octobre 1978, ; elle est présentée par Glen Shorrock, avec comme présentateurs invités : Kate Bush, Leif Garrett

Artistes primés :
- King of Pop : John Paul Young[6],[26]
- Queen of Pop : Marcia Hines[6],[26]
- Album australien de l'année : Reminiscing (Little River Band)
- Meilleur producteur australien : Harry Vanda et George Young
- Meilleur auteur-compositeur australien : Harry Vanda et George Young
- Meilleur prestation télévisée par un artiste australien : Skyhooks, Hotel Hell, dans l'émission Nightmoves et Little River Band, Help Is on Its Way, dans le Paul Hogan Show
- Meilleure pochette de disque : Peter Ledger pour la couverture de l'album de The Angels' Face to Face
- Album australien le plus populaire : Sleeper Catcher (Little River Band)
- Musicien de country australien le plus populaire : Slim Dusty
- Groupe australien le plus populaire : Sherbet[20]
- Single australien le plus populaire : Love Is in the Air (John Paul Young)
- Nouveau groupe le plus populaire : The Sports
- Nouvel artiste le plus populaire : Paul O'Gorman
- Contribution exceptionnelle à l'industrie musicale australienne : Nightmoves (émission de télévision australienne)
- Outstanding Local Achievement (récompense pour une réussite locale exceptionnelle) : Dragon

## 1979–1980:TV Week/CountdownMusic Awards
Countdown est une émission australienne consacrée à la musique pop diffusée sur la chaîne nationale ABC-TV entre 1974 et 1987. Elle organise des récompenses dans le domaine de la musique de 1979 à 1987, dans un premier temps en conjonction avec le magazine TV Week (en) qui organisait précédemment les King of Pop Awards. Ces TV Week/Countdown Rock Music Awards sont décernés sur la base d'une combinaison entre le vote du public et celui d'un jury de professionnels.
Les récompenses listées ci-dessous sont indexées par l'année au cours de laquelle l'artiste a effectué le travail qui est distingué, et non pas par l'année d'attribution de la récompense.

### 1979
La cérémonie a lieu le 13 avril 1980 et est retransmise dans Countdown sur ABC-TV. Les TV Week Rock Music Awards de 1979 constituent une version modifiée des anciens King of pop awards ; ainsi le titre de King of Pop est remplacé par celui de Most Popular Male (chanteur le plus populaire), et Queen of Pop par Most Popular Female (chanteuse la plus populaire),. Présentée par Glen Shorrock de Little River Band, l'émission comporte trois prestation s en direct : Christie Allen - He's My Number 1, Australian Crawl - Beautiful People et Split Enz - I Got You,. Diverses personnalités de l'industrie musicale présentent les différentes catégories, annoncent les nommés et remettent les récompenses,. Les récompenses intitulées « le/la plus populaire » sont attribuées selon les votes des lecteurs de TV Week ; les trois réponses ayant obtenu le plus de votes sont annoncées comme nominations. Les récompenses attribuées par l'industrie musicale sont issues de votes de directeurs de programme radio, et de rédacteurs et journalistes de magazines de rock. Parmi les personnalités qui présentent les récompenses, on retrouve notamment Darryl Cotton, Richard Gower (Racey), John O'Keefe (fils de Johnny O'Keefe), John Farnham, Colleen Hewett, Graeme Strachan, Ian Meldrum, et Harry Casey (KC & the Sunshine Band).
Artistes primés et nommés,,,, :
- Meilleur album australien :
  - Breakfast at Sweethearts – Cold Chisel
  - First Under the Wire – Little River Band[11]
  - Graffiti Crimes – Mi-Sex
  - Face to Face – The Angels
- Meilleur producteur australien :
  - Peter Dawkins – Graffiti Crimes pour Mi-Sex
- Meilleur design de pochette d'un disque australien :
  - Breakfast at Sweethearts – Cold Chisel
- Meilleur single australien :
  - Computer Games – Mi-Sex
  - Lonesome Loser – Little River Band
  - The Nips Are Getting Bigger – Mental As Anything
- Meilleur nouvel artiste (récompense en mémoire de Johnny O'Keefe) :
  - Christie Allen
  - Mental As Anything
  - Mi-Sex
- Meilleur auteur-compositeur :
  - Beeb Birtles et Graeham Goble – I'm Coming Home par Birtles & Goble
  - Terry Britten – He's My Number 1 par Christie Allen
  - Don Walker – Choirgirl par Cold Chisel
- Countdown Producers Award (récompense attribuée par les producteurs de Countdown « for continued co-operation, enthusiasm and professionalism »)[27] :
  - The Angels
- Most Outstanding Achievement (Récompense pour une réussite exceptionnelle) :
  - Mike Brady
  - John English
  - Little River Band
  - The Sports
- Album ou single le plus populaire :
  - Computer Games – Mi-Sex
  - Goose Bumps – Christie Allen
  - Up There Cazaly – Two Man Band
- Artiste féminine la plus populaire :
  - Christie Allen[30]
  - Colleen Hewett
  - Marcia Hines
- Groupe le plus populaire :
  - Little River Band[11]
  - Mi-Sex
  - Sherbs (alias Sherbet, Highway)
- Artiste masculin le plus populaire :
  - Darryl Braithwaite
  - Jon English[11]
  - John Paul Young
- Meilleur Discs Jockeys (vainqueurs, par État) :
  - Ian McCray 2SM Sydney, Nouvelle-Galles du Sud
  - Wayne Roberts 4BK Brisbane, Queensland
  - Steve Curtis 5AD Adelaide, Australie-Méridionale
  - Jim Franklin 7HT Hobart, Tasmanie
  - Greg Evans 3XY Melbourne, Victoria
  - Lionel Yorke 6PM Perth, Australie-Occidentale

### 1980
La cérémonie se déroule le 16 mars 1981 au Regent Theatre de Sydney, et est diffusée à la télévision le 22 mars. Elle est présentée par l'animateur habituel de Countdown Ian « Molly » Meldrum ainsi que par les invités internationaux Suzi Quatro et Jermaine Jackson. Les récompenses sont remises entre autres par : Lee Simons, Donnie Sutherland, Marc Hunter, James Freud, Graham Russell, Russell Hitchcock et David Tickle. Les performers live sont : Split Enz - History Never Repeats, Flowers - Icehouse, The Swingers - Counting the Beat, Air Supply - Lost in Love, Every Woman in the World et All Out of Love, Australian Crawl - The Boys Light Up. Le groupe Cold Chisel qui clôt l'émission en jouant My Turn to Cry détruit ses instruments ainsi que le plateau à la fin de sa prestation,,. À la suite de cela, TV Week décide de se retirer comme sponsor de la cérémonie, qui est uniquement organisée par Countdown à partir de l'année suivante.
Artistes primés et nommés,,, :
- Meilleur album australien :
  - East – Cold Chisel
  - Icehouse – Flowers (plus tard renommé « Icehouse »)[33]
  - True Colours – Split Enz
- Meilleur producteur australien :
  - Cameron Allan
  - Peter Dawkins
  - Mark Opitz – East by Cold Chisel
- Meilleur design de pochette d'un disque australien :
  - The Boys Light Up – Australian Crawl
  - East – Cold Chisel
  - Icehouse – Flowers
  - True Colours – Split Enz
- Meilleur single :
  - Downhearted – Australian Crawl
  - I Got You – Split Enz
  - State of the Heart – Mondo Rock
- Meilleur auteur-compositeur :
  - Iva Davies – Flowers/Icehouse
  - Neil Finn – Split Enz
  - Don Walker – Cold Chisel
- Meilleur nouvel artiste (récompense en mémoire de Johnny O'Keefe) :
  - The Dugites
  - Flowers (plus tard renommé Icehouse)
  - INXS
  - Karen Knowles
- Most Outstanding Achievement (« for excellence in the presentation or production of Australian rock music by an individual performer, group or group member »)[27] :
  - Air Supply
  - Cold Chisel
  - Split Enz
- Artiste féminine la plus populaire :
  - Christie Allen[30]
  - Annalise Morrow (The Numbers)
  - Lynda Nutter (The Dugites)
- Groupe le plus populaire :
  - Australian Crawl
  - Cold Chisel
  - Split Enz
- Artiste masculin le plus populaire :
  - Jimmy Barnes (Cold Chisel)
  - Jon English
  - James Reyne (Australian Crawl)[11]
- Disque le plus populaire :
  - The Boys Light Up – Australian Crawl
  - East – Cold Chisel
  - True Colours – Split Enz
- Meilleur Disc Jockey (vainqueurs, par État) :
  - Ian McCray 2SM Sydney, Nouvelle-Galles du Sud
  - Wayne Roberts 4BK Brisbane, Queensland
  - Steve Curtis 5AD Adelaide, Australie-Méridionale
  - Jim Franklin 7HT Hobart, Tasmanie
  - Greg Evans 3XY Melbourne, Victoria
  - Garry Shannon 6PM Perth, Australie-Occidentale

## 1981–1986:CountdownMusic and Video Awards
Après le retrait du sponsor TV Week en raison du scandale causé par le groupe Cold Chisel, Countdown organise sa propre cérémonie, les « Countdown Music and Video Awards ». La cérémonie est coproduite par Carolyn James (alias Carolyn Bailey) de 1981 à 1984 en collaboration avec l'Australian Recording Industry Association (ARIA),,, qui organise des jurys de professionnels pour décider de l'attribution de certaines récompenses. Countdown organise le vote du public via le Countdown Magazine, qui décide notamment des prix suivant : « Artiste masculin le plus populaire », « Artiste féminine la plus populaire », « Groupe le plus populaire » et « Artiste international le plus populaire ». À partir de 1987, l'ARIA organise sa propre cérémonie, les ARIA Music Awards dont l'ensemble des prix sont attribués par des jurys de professionnels.
Les récompenses listées ci-dessous sont indexées par l'année au cours de laquelle l'artiste a effectué le travail qui est distingué, et non pas par l'année d'attribution de la récompense.

### 1981
La cérémonie est diffusée le 18 avril 1982, présentée par Ian « Molly » Meldrum ainsi que par Greedy Smith, Ross Wilson, Michael Hutchence, Duran Duran, Sharon O'Neill, Renée Geyer, John Swan, John Paul Young, Daryl Braithwaite, Alex Smith et Angry Anderson. Les performers en direct sont Men at Work, Sharon O'Neill, Renée Geyer, Mental As Anything, Billy Field, Mondo Rock et les Divinyls.
Artistes primés et nommés,, :
- Meilleur album australien :
  - Chemistry – Mondo Rock[11]
- Meilleur producteur australien :
  - Peter Dawkins[39]
- Meilleur single australien :
  - If You Leave Me, Can I Come Too? – Mental As Anything[11]
- Meilleur auteur-compositeur australien :
  - Eric McCusker – Mondo Rock
- Meilleur premier album :
  - Business as Usual – Men at Work[11]
- Meilleur premier single :
  - Who Can It Be Now? – Men at Work[11]
- Meilleur nouvel artiste :
  - Men At Work
- Most Outstanding Achievement :
  - Air Supply[11]
- Artiste féminine la plus populaire :
  - Sharon O'Neill
- Groupe le plus populaire :
  - Australian Crawl[11]
- Artiste masculin le plus populaire :
  - James Reyne (Australian Crawl)[11]

Parmi les nommés, on peut notamment citer : Men at Work, Divinyls, Moving Pictures, Sharon O'Neill, Renée Geyer, Billy Field, Mental As Anything, Marcia Hines, Split Enz, Mondo Rock, Australian Crawl, Cold Chisel, Midnight Oil.

### 1982
La cérémonie a lieu le 19 avril 1983.
Artistes primés et nommés,, :
- Meilleur album australien :
  - Time and Tide – Split Enz
- Meilleur producteur australien :
  - Mark Opitz
- Meilleur premier album :
  - Spirit of Place – Goanna
- Meilleur premier single :
  - Solid Rock – Goanna
- Meilleur single :
  - What about Me? – Moving Pictures[41]
- Meilleur auteur-compositeur :
  - Tim Finn
- Meilleur nouvel artiste (récompense en mémoire de Johnny O'Keefe) :
  - Goanna
- Most Outstanding Achievement :
  - Men at Work
- Artiste féminine la plus populaire :
  - Christina Amphlett – Divinyls
- Groupe le plus populaire :
  - Split Enz
- Artiste international le plus populaire :
  - Duran Duran
- Artiste masculin le plus populaire :
  - Iva Davies (Icehouse)[11],[33]

Parmi les nommés, on peut notamment citer : The Angels, Moving Pictures, Goanna, Jo Kennedy, Divinyls, Eurogliders, Rose Tattoo, Split Enz, The Reels, Icehouse, Men at Work, Skyhooks.

### 1983
La cérémonie a lieu le 15 avril 1984 au Palais Theatre. Les présentateurs incluent notamment : Ross Wilson, Glen Shorrock, Pat Wilson, Graeme « Shirley » Strachan, Greg Ham, Ian « Molly » Meldrum, Jon Farriss, Michael Hutchence, Marc Hunter, Billy Idol. Les performers en direct sont : Kids in the Kitchen - Bitter Desire, Models - I Hear Motion, Ross Wilson and Pat Wilson - Strong Love, Pseudo Echo - A Beat for You, Billy Idol - Rebel Yell, Tim Finn - In a Minor Key. La prestation en direct de clôture est chantée ensemble par Shorrock, Lynne Randell, Jim Keays, Darryl Cotton, Debbie Byrne, Strachan, Keith Lamb, John Paul Young, Darryl Braithwaite, et Hunter afin de célébrer le 25e anniversaire de la version de Johnny O'Keefe de la chanson Shout!.
Artistes primés et nommés,, :
- Meilleur album australien :
  - Escapade – Tim Finn
- Meilleur premier album :
  - Heartland – Real Life
- Meilleur premier single :
  - Bop Girl – Pat Wilson
- Meilleur vidéo promotionnelle :
  - Fraction Too Much Friction de Tim Finn, réalisé par Richard Lowenstein
- Meilleur producteur de l'année :
  - Mark Moffatt et Ricky Fataar
- Meilleur single :
  - Power and the Passion – Midnight Oil
- Most Outstanding Achievement :
  - Men at Work
- Artiste féminine la plus populaire :
  - Sharon O'Neill
- Groupe le plus populaire :
  - Australian Crawl
- Artiste international le plus populaire :
  - Duran Duran
- Artiste masculin le plus populaire :
  - Tim Finn (solo)
- Nouvel artiste le plus prometteur (Johnny O'Keefe Award) :
  - Real Life
- Auteur-compositeur de l'année :
  - Tim Finn
- Récompenses spéciales :
  - Michael Jackson « for services to entertainment »
  - Austen Tayshus pour « Australiana »

### 1984
La cérémonie a lieu le 19 mai 1985 au Sydney Entertainment Centre, et est diffusée à la télévision le 25 mai. Elle est animée par Greedy Smith, et coprésentée notamment par : Brian Mannix, Meat Loaf, Vicki O'Keefe, Sharon O'Neill, Ian « Molly » Meldrum, Nik Kershaw, Grace Knight et Bernie Lynch (Eurogliders), Julian Lennon, Jenny Morris, Sean Kelly et James Freud (Models), Alan Johnson et Danny Simcic (Real Life), Suzanne Dowling (présentatrice de l'émission télévisée Rock Arena). INXS remporte sept prix et clôt la soirée en jouant en direct Burn for You, vêtus d'Akubras (chapeaux) et de Drizabones (sorte de ciré),.
Artistes primés et nommés :
- Meilleur album :
  - The Swing – INXS
- Meilleur premier album :
  - Stoneage Romeos – Hoodoo Gurus[11]
- Meilleur premier single :
  - "Trust Me" – I'm Talking
- Meilleure prestation féminine dans une vidéo :
  - Sharon O'Neill
- Meilleure prestation d'un groupe dans une vidéo :
  - Burn for You – INXS
- Meilleur prestation masculine dans une vidéo :
  - Jimmy Barnes
- Meilleur producteur :
  - Martin Armiger
- Meilleur vidéo promotionnelle :
  - Mental As Anything, Apocalypso – B Sharp Productions
  - INXS, Burn for You – Richard Lowenstein
- Meilleur single :
  - Heaven Must Be There – Eurogliders
- Meilleur auteur-compositeur :
  - Andrew Farriss and Michael Hutchence (INXS)
- Most Outstanding Achievement :
  - INXS
- Groupe australien le plus populaire :
  - INXS
- Artiste féminine la plus populaire :
  - Sharon O'Neill
- Artiste international le plus populaire :
  - Duran Duran
- Artiste masculin le plus populaire :
  - Michael Hutchence (INXS)
- Nouvel artiste le plus prometteur (Johnny O'Keefe Memorial Award) :
  - I'm Talking

### 1985
La cérémonie a lieu le 14 avril 1986 au Melbourne Sports and Entertainment Centre, et est diffusée le 20 avril. Elle est animée par Ian « Molly » Meldrum et coprésentée notamment par : Grace Knight et Bernie Lynch (Eurogliders), Rick Mayall et Ben Elton (de la série télévisée Les Branchés débranchés), Sting, Vince Sorrenti, Brad Robinson, Zan Abeyratne, Richard Page, Iva Davies, Brian Canham, Brian Mannix, Tim Finn, Dee C Lee, Suzanne Dowling et Bob Geldof,. Les performers live sont : Pseudo Echo - Living in a Dream, Eurogliders - Absolutely, Do-Ré-Mi - Theme from Jungle Jim, Kids in the Kitchen - Current Stand, Mr. Mister - Kyrie, Models - Let's Build it Up, I'm Talking - Do You Wanna Be?. La cérémonie est marquée par une bagarre entre des fans d'INXS et des Uncanny X-Men. L'ARIA décida de ce fait de créer ses propres récompenses, les ARIA Music Awards, entièrement attribuées par des jurys de professionnels, qui eurent lieu pour la première fois en 1987.
- Meilleur album :
  - Fundamentals – Mental As Anything
- Meilleur premier album :
  - Domestic Harmony – Do-Ré-Mi
- Meilleur premier single :
  - Man Overboard – Do-Ré-Mi
- Meilleure prestation féminine dans une vidéo :
  - Power – Sharon O'Neill
- Meilleure prestation d'un groupe dans une vidéo :
  - Live it Up – Mental As Anything
- Meilleure prestation masculine dans une vidéo :
  - Working Class Man – Jimmy Barnes
- Meilleur producteur :
  - Mark Opitz
- Meilleure vidéo :
  - INXS - What You Need – Richard Lowenstein et Lyn-Marie Milbourn
- Meilleur single :
  - Out of Mind, Out of Sight – Models
  - Live it Up – Mental As Anything
- Meilleur auteur-compositeur :
  - Greedy Smith (Mental As Anything) – Live it Up
- Most Outstanding Achievement :
  - Bob Geldof – Oz for Africa
  - INXS
- Groupe australien le plus populaire :
  - INXS
  - Uncanny X-Men
- Artiste féminine la plus populaire :
  - Sharon O'Neill
- Artiste international le plus populaire :
  - Duran Duran
  - Madonna
- Artiste masculin le plus populaire :
  - Tim Finn
  - Brian Mannix
- Nouvel artiste le plus prometteur (Johnny O'Keefe Memorial Award) :
  - Do-Ré-Mi

### 1986
La cérémonie se déroule le 19 juillet 1987 à l'Opéra de Sydney à la suite de la dernière édition de l'émission Countdown,. Elle est animée par by Ian « Molly » Meldrum qui se présente le crâne chauve afin d'imiter Peter Garrett de Midnight Oil,,. Les performers en direct incluent : Icehouse - Crazy, Angry Anderson - Suddenly, et Mental As Anything - He’s Just No Good.
Au moment de cette dernière cérémonie des « Countdown Awards », l'Australian Recording Industry Association (ARIA) a déjà mis en place ses ARIA Music Awards attribués par des professionnels : la première édition a eu lieu le 2 mars 1987 à l'hôtel Sheraton Wentworth de Sydney. Elton John a animé cette cérémonie non retransmise à la télévision, dont les coprésentateurs incluaient Basia Bonkowski, Slim Dusty et Donnie Sutherland.
- Meilleur album :
  - Whispering Jack – John Farnham[11]
- Meilleur premier album :
- Meilleur premier single :
- Meilleure prestation féminine dans une vidéo :
- Meilleure prestation d'un groupe dans une vidéo :
- Meilleure prestation masculine dans une vidéo :
- Meilleur producteur :
- Meilleure vidéo :
- Meilleur single :
- Meilleur auteur-compositeur :
- Most Outstanding Achievement :
- Groupe australien le plus populaire :
- Artiste féminine la plus populaire :
  - Kate Ceberano[11]
- Artiste international le plus populaire :
  - a-ha[50],[51]
  - Duran Duran[50]
  - Madonna[50]
- Artiste masculin le plus populaire :
- Nouvel artiste le plus prometteur (Johnny O'Keefe Memorial Award) :